# Angela Moroșanu
Angela Moroșanu, född den 26 juli 1986 i Iași, är en rumänsk friidrottare som tävlar i kortdistanslöpning och häcklöpning.
Moroșanu var i final på 400 meter häck vid VM för juniorer 2004 där hon slutade åtta. Vid EM i Göteborg 2006 deltog hon på 200 meter där hon slutade åtta och på 400 meter häck där hon blev utslagen i semifinalen.
Vid inomhus-EM 2007 var hon i final på 400 meter och slutade fyra. Hon var även i final på 400 meter vid inomhus-VM 2008 och blev denna gång femma. 
Vid Olympiska sommarspelen 2008 deltog hon på 400 meter häck och blev utslagen i semifinalen.

## Personliga rekord
- 60 meter - 7,30
- 60 meter häck - 8,17
- 100 meter - 11,47
- 200 meter - 22,91
- 400 meter - 52,48
- 400 meter häck - 54,40